# Katherine Region
Die Katherine Region  ist eine australische Region des Northern Territory und ist bekannt als das Land des großen Flusses (Big River Country). Sie befindet sich direkt unterhalb des Top End und ist eine der fünf Hauptregionen des Northern Territory.
Die Katherine Region hat eine Fläche von 336.674 km² und 18.646 Einwohner. Damit ist sie die Region mit der drittgrößten Bevölkerungszahl im Northern Territory. Das Zentrum der Region ist die Stadt Katherine, die viertgrößte Stadt im Northern Territory.